# Ордубадский уезд
Ордуба́дский уезд — административная единица в составе Эриванской губернии Российской империи. Центр — город Ордубад. Включал южную часть Нахичеванского эксклава современного Азербайджана и южную часть Сюникской области современной Армении, включая Мегри.

## История
Территория будущего уезда до 1828 года была разделена между Нахичеванским ханством Каджарской Персии и Карабахской провинцией Российской Империи, в 1828 году по Туркманчайскому договору Нахичеванское ханство было присоединено к Российской империи. С 1828 по 1840 гг. территория будущего уезда была разделена между Армянской областью и Карабахской провинцией, с 1840-го по 1846-й гг.  - между Грузино-Имеретинской губернией и Каспийской областью, с 1846-го по 1849-й гг. -  между Тифлисской и Шемахинской губерниями. В 1849 году была образована Эриванская губерния путем отделения территорий от Тифлисской и Шемахинской губерний. Она была разделена на 5 уездов: Эриванский, Нахичеванский, Александропольский, а также новообразованные Новобаязетский и Ордубадский уезды. В 1867 году Ордубадский уезд был упразднен, его территория была разделена между Нахичеванским уездом Эриванской губернии и Зангезурским уездом Елизаветпольской губернии .

## Экономика
По данным В. Зелинского, в 1873 г. в Ордубадском уезде было 26 шелковых фабрик, из них 14 в Ордубаде, 8 в Юхари Айлисе, 4 в Вананде, Нюснюсе и Ашагы Айлисе. Большинство шелковых фабрик принадлежало семье Калбалихановых. На этих фабриках работало 163 мастера, 262 ученика и 29 рабочих. Поэтому город Ордубад стал важным центром торговли и ремесел. Согласно сведениям, в Ордубадском районе произведено более 200 единиц шелка.

## Смотреть также
- Эриванская губерния